# Guerra dei satelliti
Guerra dei satelliti (War of the Satellites) è un film del 1958 diretto da Roger Corman con Dick Miller e Susan Cabot.

## Trama
Dopo che gli esseri umani hanno messo a punto un progetto per colonizzare lo spazio con l'immissione in orbita del primo satellite, una razza aliena, tecnologicamente avanzata e contraria ad una possibile diffusione della razza umana nello spazio, distrugge un satellite appena mandato in orbita dalla Terra con uno scudo costituito da una misteriosa forza.
Quindi gli alieni uccidono il dottor Pol Van Ponder, che è a capo del progetto e che aveva scoperto un modo per oltrepassare il misterioso scudo con un nuovo lancio, e lo sostituiscono con un clone. A scoprire l'inganno è Dave Boyer, assistente di Van Ponder. Gli alieni lanciano poi l'ultimatum alle Nazioni Unite e al Governo degli Stati Uniti per farli desistere dalla continuazione del progetto mettendo in una sorta di quarantena l'intera Terra tramite uno scudo spaziale. Gli alieni ritengono che l'umanità sia una razza ancora troppo immatura per poter colonizzare lo spazio.

## Produzione
Il film fu prodotto dalla Allied Artists Pictures e dalla Santa Cruz Productions e diretto nel 1958 da Roger Corman con un budget stimato in 70.000 dollari. Fu distribuito nel periodo del lancio del satellite Sputnik e la produzione intendeva sfruttare il clamore della notizia del lancio del primo satellite artificiale in orbita intorno alla Terra. Il trentaduenne Roger Corman interpreta in un cameo un ufficiale in una base missilistica.

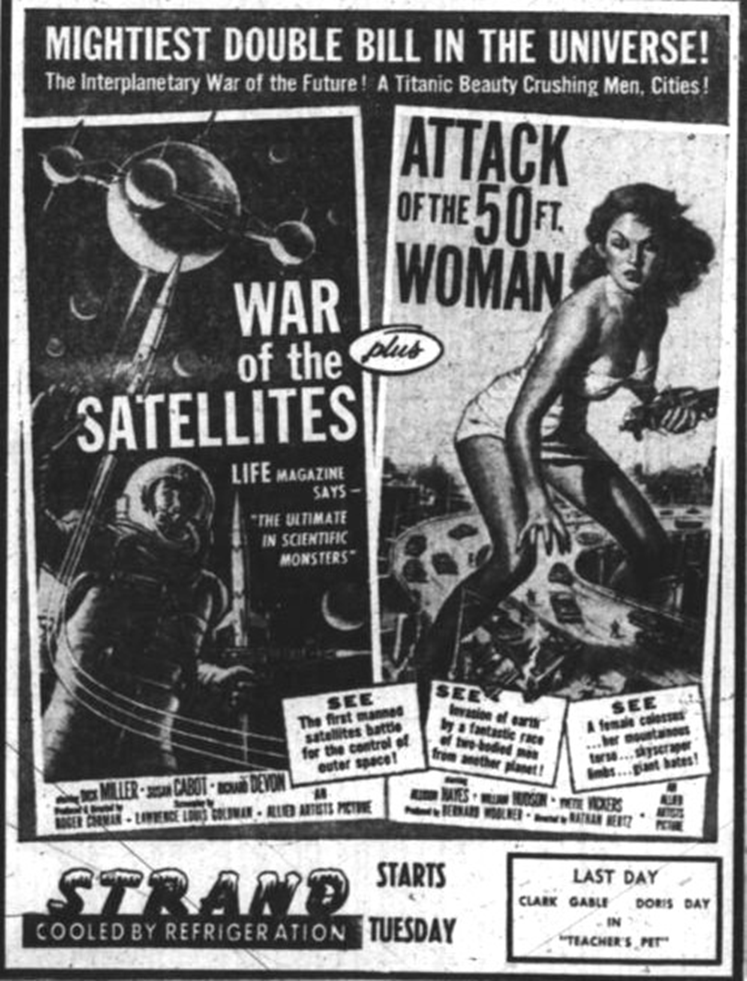
War of the Satellites in cartellone con Attack of the 50 Foot Woman per un'unica visione nel giugno 1958

Enrico Deaglio su La Repubblica, nel corso dell'intervista al regista novantenne, oramai consacrato e ospite d'onore al Festival di Locarno del 2016, così contestualizza La guerra dei satelliti: «mega successo al botteghino e vero capostipite di Star Trek, Star Wars e tutto il resto».

## Distribuzione
Alcune delle uscite internazionali sono state:
- 18 maggio 1958 negli Stati Uniti (War of the Satellites)
- in Italia (Guerra dei satelliti)
- in Venezuela (La guerra de los satélites)
- in Germania Ovest (Planet der toten Seelen)